# Bibliothèque européenne
 (mai 2021).
Si vous disposez d'ouvrages ou d'articles de référence ou si vous connaissez des sites web de qualité traitant du thème abordé ici, merci de compléter l'article en donnant les références utiles à sa vérifiabilité et en les liant à la section « Notes et références ».
La Bibliothèque européenne (The European Library) est un site web qui offre un accès aux ressources des 47 bibliothèques nationales d’Europe. Ces ressources sont à la fois documentaires (livres, affiches, enregistrements sonores, vidéo, etc.) et bibliographiques. La Bibliothèque européenne permet de rechercher un document particulier et d’en générer les données bibliographiques ainsi que le format numérique si disponible. L’accès au format numérique peut-être gratuit ou payant selon la politique de la bibliothèque nationale propriétaire dudit document. L’encadrement de la Bibliothèque européenne est organisé autour d’un consortium de 30 bibliothèques nationales qui maintiennent et développent les services du portail.

## Histoire
La Bibliothèque européenne a été créée par la CENL (Conférence européenne des directeurs de bibliothèques nationales) en collaboration avec les neuf bibliothèques nationales européennes des pays suivants ; Allemagne, Finlande, Italie (Rome et Florence), Pays-Bas, Portugal, Slovénie, Suisse et Royaume-Uni. Les bases du projet TEL (The European Library: Gateway to Europe's Knowledge) sont instaurées en 2001 sous l’égide du cinquième programme cadre de la communauté européenne pour des actions communautaires de recherche, de développement technologique et de démonstration. Le projet prend fin en 2004.
Le portail est lancé le 17 mars 2005 et accueillait plus de 500 000 visiteurs en un peu plus d’un an.
Plusieurs projets successifs ont permis d’intégrer les bibliothèques nationales en favorisant l’acheminement des membres de base vers une collaboration plus active partagée par les membres à part entière ; ainsi les projets TEL-ME-MOR puis « EDL Project » ont respectivement permis l’enrichissement des recherches en lignes en augmentant les collections répertoriées : 
- TEL-ME-MOR  (2005-2007) a permis aux 10 bibliothèques nationales des nouveaux pays entrants au sein de l’UE de devenir des membres à part entière : Chypre, Estonie, Hongrie, Lettonie, Lituanie, Malte, Pologne, République tchèque, Slovaquie et Slovénie.
- EDL Project (2006-2008) implémente actuellement les pays membres de pays de la Communauté Européenne et de l’AELE non-encore intégrés au sein du groupe des membres à part entière : Belgique, Espagne, Grèce, Irlande, Islande, Liechtenstein, Luxembourg, Norvège, et Suède. Le projet EDL concentre son attention sur l’aspect multi-langue du site. Par ailleurs, la Bibliothèque européenne a été reconnue par la Commission européenne comme base organisationnelle de la future Bibliothèque numérique européenne (Europeana) (European digital library). Ce projet est financé par la Commission européenne dans le cadre du programme eContentplus.

Dans un futur proche[Quand ?], les projets TEL Plus (2007-2008) et « SDC - Europe de l’Est » permettront respectivement d’enrichir la liste des membres à part entière avec les bibliothèques nationales de la Bulgarie et de la Roumanie d’une part et de l’Albanie, Arménie, Azerbaïdjan, Bosnie-et-Herzégovine, Géorgie, Moldavie, Macédoine et Ukraine d’autre part.

## Perspectives
La Bibliothèque européenne envisage à court terme[Quand ?] de devenir le portail d’accès vers toutes les collections numérisées des 47 bibliothèques nationales de l’Europe. En mars 2006, la Commission européenne a publié un communiqué de presse annonçant que la Bibliothèque européenne deviendrait la base infrastructurelle pour la Bibliothèque numérique européenne (Europeana), un service commun à toutes les collections numérisées des principales institutions culturelles en Europe (bibliothèques mais aussi archives et musées). 

## Outil de recherche
Le portail est adapté de manière constante aux attentes des utilisateurs et reflètent l’expansion des membres à part entière au sein du partenariat de la Bibliothèque européenne en proposant l’accès aux nouvelles collections numérisées intégrées dans les outils de recherche.  Dans sa phase expérimentale, le portail n’était accessible que par les utilisateurs du navigateur Internet Explorer 6.0 mais ces restrictions techniques ont vite été résolues ; depuis juin 2005, il est possible de bénéficier de tous les avantages de l’outil de recherche aussi bien sur Internet Explorer que Camino, Netscape, Mozilla ou Firefox. En revanche, les navigateurs Opera, Safari et Galeon ne sont pas encore compatibles avec l’architecture du portail (contraintes d’accès aux fichiers XML côté utilisateurs).
Depuis mars 2007, un « kit de recherche » gratuit a été mis à la disposition des hébergeurs ; cet outil de recherche peut-être intégré en toute simplicité sur tous les sites web et les recherches lancées génèrent des résultats sur le portail.
Le site est maintenu par les services de la Bibliothèque européenne dont l’infrastructure est hébergée au sein de la bibliothèque nationale des Pays-Bas à La Haye. Ces services sont dirigés par Jill Cousins, responsable de la Bibliothèque européenne.

## Bibliothèques partenaires
Les 48 bibliothèques nationales qui participent au projet de Bibliothèque européenne sont :
| - Albanie : Bibliothèque nationale d'Albanie - Allemagne : Bibliothèque nationale allemande - Arménie : Bibliothèque nationale d'Arménie - Autriche : Bibliothèque nationale autrichienne - Azerbaïdjan: Bibliothèque nationale d'Azerbaïdjan - Belgique : Bibliothèque royale de Belgique - Bosnie-Herzégovine : Bibliothèque nationale et universitaire de Bosnie-Herzégovine - Bulgarie : Bibliothèque nationale de Bulgarie - Chypre : Bibliothèque nationale de Chypre - Croatie : Bibliothèque nationale et universitaire de Zagreb - Danemark : Bibliothèque royale - Espagne : Bibliothèque nationale d'Espagne - Estonie : Bibliothèque nationale d'Estonie - Finlande : Bibliothèque nationale de Finlande - France : Bibliothèque nationale de France - Géorgie : Bibliothèque nationale parlementaire de Géorgie - Grèce : Bibliothèque nationale de Grèce - Hongrie : Bibliothèque nationale Széchényi - Irlande : Bibliothèque nationale d'Irlande - Islande : Bibliothèque nationale et universitaire d'Islande - Italie : Bibliothèque nationale centrale de Florence et Bibliothèque nationale centrale de Rome - Lettonie : Bibliothèque nationale de Lettonie - Liechtenstein : Bibliothèque nationale du Liechtenstein | - Lituanie: Bibliothèque nationale Martynas Mažvydas - Luxembourg : Bibliothèque nationale de Luxembourg - Macédoine : Bibliothèque nationale et universitaire Saint Clément d'Ohrid - Malte : Bibliothèque nationale de Malte - Moldavie : Bibliothèque nationale de Moldavie - Monténégro: Bibliothèque nationale du Monténégro - Norvège : Bibliothèque nationale de Norvège - Pays-Bas: Bibliothèque royale - Pologne : Bibliothèque nationale - Portugal : Bibliothèque nationale du Portugal - Roumanie : Bibliothèque nationale de Roumanie - République tchèque : Bibliothèque nationale de la République tchèque - Royaume-Uni: British Library - Russie-Moscou : Bibliothèque d'État de Russie et Bibliothèque nationale de Russie - Saint Marin : Biblioteca di Stato e Beni Librari - Serbie : Bibliothèque nationale de Serbie - Slovaquie : Bibliothèque nationale de Slovaquie - Slovénie : Bibliothèque nationale et universitaire de Slovénie - Suède : Bibliothèque royale - Suisse : Bibliothèque nationale suisse - Turquie : Bibliothèque nationale - Ukraine : Bibliothèque nationale Vernadsky d’Ukraine - Vatican: Bibliothèque apostolique vaticane |